# Nicolas Vignier
Pour les articles homonymes, voir Vignier.
Nicolas Vignier (ou Vignierius) est un juriste, historiographe et théologien français, né à Bar-sur-Seine en 1530, mort à Paris le 13 mars 1596).

## Biographie
Nicolas Vignier est le fils de Gui Vignier, avocat du roi, et d'Édmonde de Hors, tous deux appartenant à des familles nobles anciennes. Il a fait une partie des études à Paris, où il s'est appliqué à la jurisprudence conformément à la volonté de son père.
Juriste, Nicolas Vignier est devenu calviniste assez tôt, l'obligeant à se réfugier en Allemagne. Il est alors devenu médecin en abandonnant la jurisprudence qu'il ne pouvait pratiquer sans connaître la langue du pays. Il y a pratiqué la médecine avec réputation ce qui l'a amené à intervenir à la Cour de quelques princes allemands. Cette profession n'a pas occupé tout son temps, lui permettant d'entreprendre sa Bibliothèque historiale.
Ayant décidé de revenir en France, il s'est converti au catholicisme, mais sa femme refusant d'abjurer est restée en Allemagne.
Le roi Henri III voulant l'attirer à sa Cour l'a nommé, du Camp devant Pontoise, son médecin personnel et historiographe du roi, et lui a envoyé un brevet de conseiller d'État le 29 juin 1589.
Dans un important traité de droit et d'histoire, il s'élève avec force contre Bertrand d’Argentré, inflexible partisan d'un droit féodal et coutumier. À travers sa réfutation de l'histoire de Bretagne, l'auteur tente ici de montrer les droits de la couronne de France sur cette région et de montrer la valeur de l'unification de droit en s'appuyant indirectement sur le droit romain.
Après sa mort, Nicolas Vignier fils, pasteur, et Jean Vignier, ses fils, firent imprimer à Leyde en décembre 1601 son Recueil de l'Histoire de l'Église à laquelle il n'avait pu mettre la dernière main. Ils la dédièrent à Maximilien de Béthune.

## Publications
- (posthume) Recueil de l'Histoire de l'Église, Depuis le Baptesme de nostre Seigneur Jésus Christ, jusques à ce temps, 1601, Leyde, chez Christoffle de Raphelengien, 638 pages.
- Sommaire de l'histoire des François, recueilly des plus certains aucteurs de l'Ancienneté et digéré selon le vray ordre des temps en quatre livres, extraicts de la Bibliothèque historiale de Nicolas Vignier... avec un traicté de l'origine, estat et demeure des François, Paris, S. Nivelle, 1579.
- La bibliothèque historiale de Nicolas Vignier, chez Abel L'Angelier, Paris, 1587 tome 1, tome 2, tome 3
- De la noblesse, ancienneté, remarques et mérites d'honneur de la troisième maison de France, Paris, 1587.
- Les fastes des anciens Hébreux, Grecs et Romains. Avec un traité de l’an et des mois. À Paris, chez A. L’Angelier, 1588 ;
- Traicté de l'ancien estat de la petite Bretagne, et du droict de la couronne de France sur icelle. Contre les faussetez et calomnies des deux histoires de Bretagne, composées par le feu Sr. Bertrand d'Argentré, président au siège de Rennes. À Paris, chez Adrian Périer, 1619.